# Can Parellada (Terrassa)
|  | Aquest article tracta sobre el barri de Terrassa. Si cerqueu el mas de Terrassa, vegeu «masia de Can Parellada (Terrassa)». |

Can Parellada és un barri de Terrassa, a la part septentrional del districte 7 o del Sud-est, situat al marge esquerre de la riera de les Arenes. Té una superfície d'1,16 km² i una població de 6.029 habitants el 2021. Porta el nom de la masia homònima del segle xviii que avui s'aixeca dalt d'un turó a la part sud del polígon industrial de l'altra banda de la riera, entremig de naus industrials i grans magatzems.
Està limitat al nord per l'autopista C-58 Barcelona-Manresa, on hi ha la sortida de Terrassa Ronda, a l'oest per l'avinguda del Vallès, al sud pel nucli de les Fonts i a l'est pel terme municipal de Sant Quirze del Vallès.
A l'altra banda de la riera de les Arenes, al marge dret, s'estén l'extens Polígon Industrial de Can Parellada (1,24 km²), també per sota de l'autopista i fins a la carretera de Rubí (BP-1503), que el separa del polígon industrial de Can Guitard.
Depèn de la parròquia de la Mare de Déu del Roser, a les Fonts, si bé hi ha un centre de culte al carrer d'Europa. La festa major se celebra cap a primera quinzena de juliol.
Al nord del barri, tocant a l'autopista, hi ha el centre comercial Carrefour, abans Pryca i abans HIPER. Disposa d'un centre d'assistència primària (CAP Antoni Creus i Querol, al carrer d'Itàlia) i d'un institut d'ensenyament secundari (IES Ègara, al carrer d'Amèrica).

## Història
La masia de Can Parellada, l'origen de la qual es remunta al segle xvi, allotja en els seus dominis restes arqueològiques del segle iii aC. A l'altra banda de la riera, en terrenys de la masia, cap al final del 1968 comença a sorgir una urbanització precària amb un bloc de pisos construït per FOPINSA, que fou el primer de molts altres que van configurar aquest barri extrem de la ciutat, fins no fa gaire amb connexions difícils amb Terrassa. El projecte d'urbanització del barri és del final de la dècada del 1980, quan es va construir el pont de Can Parellada, que permetia l'enllaç amb la resta de la ciutat. Actualment disposa de serveis educatius i sanitaris i d'un casal de barri.

## Llocs d'interès
- Santa Margarida del Mujal, ermita romànica del segle xii reformada al xviii, que va formar part d'un convent augustinià fins al segle xv i avui es troba adossada a la masia de Santa Margarida.[6][7] Situada al carrer d'Àries, amb accés des de l'avinguda del Vallès pel carrer de Saturn, a la part nord del polígon industrial de Can Parellada, prop de l'autopista. L'ermita i la masia han donat nom al polígon industrial de Santa Margarida, que s'estén al nord, a l'altra banda de l'autopista.